# Липнева вулиця (Київ, Подільський район)
Липне́ва вулиця — зникла вулиця, що існувала в Подільському районі міста Києва, місцевості Куренівка, Замковище. Пролягала від Білицької вулиці до кінця забудови.

## Історія
Вулиця виникла наприкінці XIX — на початку ХХ століття під назвою Глухий провулок. Назву Липнева вулиця набула 1952 року. 
Ліквідована у 1980-ті роки. Продовжує існувати у вигляді безіменного проїзду, що прилучається до Білицької вулиці (між будинками № 10 та № 12).